# باشگاه کامپیوتر آشوب
باشگاه کامپیوتر آشوب (به انگلیسی: Chaos Computer Club)  یا به اختصار (CCC) بزرگترین انجمن هکرها در اروپا است که بیش از ۷۷۰۰ عضو ثبت شده دارد. این انجمن که در سال ۱۹۸۱ در آلمان تأسیس شد، و در شهرهای مختلف آلمان و کشورهای اطراف، به‌ویژه جوامع آلمانی‌زبان فعالیت دارد. از سال ۱۹۸۵، برخی از شعب در سوئیس توسط انجمن خواهر این باشگاه به نام Chaos Computer Club Schweiz [de] (CCC-CH) سازماندهی می‌شود.

## جستار وابسته
- کنگره ارتباطات آشوب
- هکر امنیتی